# Storia del diritto germanico

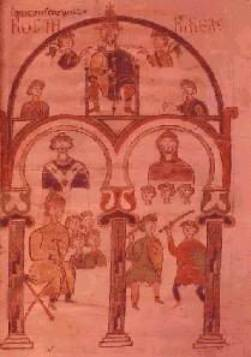
Illustrazione in un manoscritto contenente l'editto di Rotari

Con storia del diritto germanico si intende il racconto dell'evoluzione dell'ordinamento giuridico nel corso del tempo dei primi popoli germanici. Il termine "diritto germanico" è utilizzato in ambito accademico per descrivere una serie di punti in comune tra le leggi (le leges barbarorum, "leggi dei barbari") che governavano tali popolazioni.

## L'Alto Medioevo
Di seguito, un elenco delle principali fonti di produzione del diritto germanico antico che ci sono pervenute:
- Codice di Eurico (Visigoti, 470 circa);
- Lex Visigothorum e Lex Romana Visigothorum (Visigoti, ?) e Lex Romana Curiensis;
- Lex Burgundionum e Lex Romana Burgundionum (Burgundi, 500 circa);
- Legge salica (Franchi, 510 circa);
- Codice di Leovigildo (Visigoti, fine VI secolo);
- Lex Ripuaria (Franchi, 630 circa);
- Codice visigoto (Visigoti, 642/643);
- Editto di Rotari (Longobardi, 643);
- Pactus legis Alamannorum (Alemanni, VII secolo);
- Lex Alamannorum (Alemanni, 730 circa);
- Lex Baiuvariorum (Bavari, 741/743);
- Lex Frisionum (Frisi, 785);
- Lex Thuringorum (Turingi, 801/802).

## Il Basso Medioevo

### Il diritto medioevale tedesco
Durante il periodo del Medioevo in Germania vigevano consuetudini locali oltretutto frammentate per ceti.
Il diritto medioevale tedesco è segnato, in particolare, dalle norme contenute nei cosiddetti Landfrieden, dai diritti delle città e dal diritto consuetudinario, il quale ci è stato tramandato in particolare negli atti privati.
In Germania il diritto consuetudinario ebbe sempre una grande importanza, nella misura in cui - anche quando il diritto romano fu considerato legge in Germania (ossia fino all'entrata in vigore del Bürgerliches Gesetzbuch, il codice civile tedesco il 1º gennaio 1900) in virtù del fenomeno detto della recezione del diritto romano - quest'ultimo fu tuttavia sempre applicato come diritto consuetudinario. A comprova di ciò, è proprio in Germania con Georg Friedrich Puchta che lo studio del diritto consuetudinario è stato sviluppato scientificamente.
In ogni caso il diritto tedesco medioevale conobbe anche grandi raccolte di testi legislativi, in particolare il cosiddetto Sachsenspiegel, letteralmente "specchio sassone", e, per la Svevia, lo Schwabenspiegel.

#### Lo Specchio sassone (Sachsenspiegel)
Lo specchio sassone è la più rilevante raccolta normativa del Medioevo tedesco. Sebbene si tratti soltanto di una raccolta privata e del diritto sassone e del diritto consuetudinario, guadagnò rapidamente un influsso tale, che nella Sassonia e nella Germania settentrionale fino all'epoca moderna inoltrata funse da elemento fondamentale per l'applicazione del diritto e per la giurisprudenza.

#### ILandfrieden
Per Landfrieden si intende un accordo che sancisce la rinuncia ad avvalersi della faida, accordo che poteva aver applicazione solo per un determinato territorio (p. es: solamente per il Ducato di Baviera), o per periodi particolari (per un anno a partire dall'emanazione del Landfrieden, oppure solamente per il periodo della quaresima), o per particolari categorie di persone (chierici, pellegrini, ecc.).

#### La recezione del diritto romano in Germania
Nel 1495 l'Imperatore Massimiliano I di Asburgo, su pressione della dieta di Worms, istituì il Reichskammergericht, il Tribunale camerale dell'Impero. Questo consesso, con sede permanente a Francoforte (quindi lontano dall'influenza dell'imperatore che risiedeva a Vienna) e poi a Spira, diventò il supremo organo giudiziario dell'Impero. Tale Tribunale era costituito da 16 assessori, di cui almeno 8 dovevano essere specialisti del diritto romano (successivamente una tale formazione fu richiesta a tutti i membri).
Ora l'imperatore, considerata la problematica frammentazione dei diritti locali tedeschi, previde che essi fossero applicati soltanto se invocati espressamente dalle parti, mentre negli altri casi egli dispose che si dovesse giudicare secondo il diritto comune imperiale.
Il Reichskammergericht rappresentò quindi uno strumento impareggiabile per la penetrazione del diritto romano nel mondo germanico. Nel contempo esso comportò la marginalizzazione dei diritti locali di stampo germanico.